# Lasiopetalum micranthum
Lasiopetalum micranthum är en malvaväxtart som beskrevs av Joseph Dalton Hooker. Lasiopetalum micranthum ingår i släktet Lasiopetalum och familjen malvaväxter. Inga underarter finns listade i Catalogue of Life.